# Ricardo Auguste
Ricardo Auguste, né le 7 juin 1985 à Port-au-Prince, est un poète et écrivain autodidacte haïtien dont l'œuvre explore des thèmes universels tels que l'amour, la mémoire, la condition humaine, et les réalités sociales. Il écrit en créole haïtien, en français et en espagnol, et s'inspire d'une riche diversité d'influences littéraires locales et internationales,.

## Biographie

### Enfance et formation
Ricardo Auguste grandit dans un environnement marqué par la richesse de la culture et de la langue haïtiennes. Bien qu'il n'ait pas suivi de formation académique formelle en littérature, il développe une passion pour la poésie dès son jeune âge en lisant les œuvres de poètes haïtiens et internationaux. Cette approche autodidacte l'amène à forger une voix unique, caractérisée par une grande liberté d'expression et un style expérimental.

### Débuts littéraires
Son premier recueil, Songes infectés (2013), aborde la souffrance existentielle et les tourments de la vie à travers une poésie introspective et sociale. L'année suivante, il publie Plen-Pip, une œuvre marquée par des métaphores complexes et un regard critique sur la condition humaine. En 2015, Ricardo Auguste diversifie son approche littéraire avec deux ouvrages : Kout zegwi, écrit en créole, qui s'inspire des traditions populaires haïtiennes, et Mil frases en mis brazos, rédigé en espagnol, explorant des thématiques plus universelles.

## Extrait de son texte
Amour, liberté, folie, femme, sexe sont des termes qui reviennent régulièrement dans Mil frases en mis brasos. C'est peut-être une façon de renaître du sein de tous les aspects de la vie, ou même de toutes ses richesses. Cette renaissance qui est signe de bonheur, de vie en perpétuel mouvement comme la mer que le recueil exalte ! Ce livre trilingue est une mer de mots drolastiques qui viennent et nous bercent avec une force hypnotique, une force qui nous arrache à nous même et nous révèle les splendeurs oniriques, fantasmagoriques de l'écriture et de l'être.

### Poésie
- Ou te fenk fin wete yon ti kòsaj a flè
- Ki gen sant letènite
- Nwit la chita kote n
- Vwa m enprime vwa w
- Katedral nou bwè dlo sikre
- Depi yon fanm pa renmen m
- Map pot lanmou plent pou ou
- Map di lanmou men yon fanm
- Ap fè yo pale w mal.
- Baye nan bra m
- Detire lang ou nan lang pa m
- Fè rèv rèv mwen
- Ekri non m nan fò m kò w.

## Reconnaissance internationale
Monologue hybride se lit comme la confession d'une personne sensible, terriblement blessée, laminée, mais avec un cœur et un esprit accélérés et véhéments... Quelqu'un qui parle depuis l'intimité de son moi intérieur, cherchant en même temps à satisfaire cette même intimité de l'âme. Dans monologue Hybride beaucoup de crudités et d'honnêteté se font sentir. Des aspects émotionnels, sexuels et mentaux du narrateur sont remarquables. La tempête continue à toute vitesse à son point culminant, jusqu'à la tentation que subit le personnage principal du récit; à partir de là on remarque un changement, comme si la lutte du narrateur cédait et se laissait emporter par toutes ses passions et impulsions jusqu'à la fin , peu importe à quel point l'auteur continue à raconter durement ses aspects personnels, à se raconter sans peur.. La lucidité des méditations du récit se révèle.
L'œuvre de Ricardo Auguste a franchi les frontières d'Haïti, lui valant des distinctions honorifiques et une reconnaissance croissante sur la scène littéraire mondiale. Ses recueils, riches en images et en émotions, portent des messages universels sur la condition humaine, tout en restant enracinés dans son héritage haïtien.
À travers ses vers denses et lyriques, Ricardo Auguste invite ses lecteurs à interroger leur propre existence, tout en explorant les liens complexes entre l'individu, la culture et l'histoire. Son œuvre transcende les frontières linguistiques et culturelles, rappelant que la poésie est un outil puissant pour relier les peuples, exprimer les luttes et célébrer l’humanité dans toute sa diversité.

### Œuvres principales
- Songes infectés (2013), une exploration des souffrances mentales et physiques.
- Plen-Pip (2014), une métaphore sur la vie et ses aléas[6]'
- Kout zegwi (2015), un hommage à la résilience du peuple haïtien[6].
- Mil frases en mis brazos (2015), une ouverture vers les mondes hispanophones.
- Monólogo Hybrído (2022), une réflexion sur les identités multiples et les contradictions modernes[4].

## Style et influences
Ricardo Auguste puise son inspiration dans la littérature haïtienne, notamment chez Frankétienne, Georges Castera et René Depestre, ainsi que dans les œuvres de poètes comme Charles Baudelaire, Pablo Neruda et Gabriel García Márquez. Cette combinaison d'influences locales et internationales confère à son écriture une dimension à la fois profondément enracinée dans la culture haïtienne et ouverte sur le monde.

## Thèmes récurrents
- Mémoire et héritage : L'exploration de l'histoire et des identités culturelles.
- Condition humaine : Une réflexion sur les défis universels de l'existence.
- Langue et hybridité : L'usage de plusieurs langues comme outil de dialogue et d'expression.